# Osięciny
Osięciny [ɔɕenˈt͡ɕinɨ] (tiếng Đức: Ossenholz, tiếng Yid: אשענטשין) là một ngôi làng ở Radziejów, Kuyavian-Pomeranian Voivodeship, ở phía bắc miền trung Ba Lan. Đó là khu vực hành chính của Gmina Osięciny. Nó nằm cách khoảng 14 kilômét (9 mi) về phía đông của Radziejów và 45 km (28 mi) về phía nam Toruń.
Năm 2006, làng có dân số là 2700 người.

## Người Do Thái ở Osieciny
Sau chiến tranh thế giới thứ nhất, có 450 người Do Thái trong làng.Ở Osieciny có các tổ chức viện trợ xã hội Do Thái và các chi nhánh của các đảng phái Zion và Agudat Israel. Người Đức chiếm Osieciny vào tháng 9 năm 1939. Cộng đồng Judenrat được thành lập và vai trò chính của nó là cung cấp những người lao động cưỡng bức. Một khu tập trung Do Thái được thành lập vào năm 1940 tại làng. Vào tháng 4 năm 1942, người Do Thái đã được tập trung tại nhà thờ và từ đó họ được gửi đến trại hủy diệt Chelmno.
Tài liệu mở rộng về cuộc sống của người Do Thái trước vụ thảm sát Holocaust ở Osieciny nằm trong cuốn sách của Rafael Olewski - "Nước mắt" [tiếng Do Thái], 1983, Tel-Aviv. Rafael Olewski được ra đời ở Osieciny vào năm 1914. Chú của ông là giáo sĩ cuối cùng của cộng đồng Do Thái.
Giáo đường vẫn tồn tại, và được sử dụng bởi một công ty thương mại. Đền thờ Jerusalem Beit HaMidrash đang tọa lạc cạnh đó và được sử dụng cho các mục đích khác. "Phố Do Thái" đã đổi tên. Nhà giáo sĩ bị chiếm bởi những cư dân không phải là người Do Thái trong thị trấn, cũng như những ngôi nhà khác của người Do Thái. Nghĩa trang của người Do Thái đã bị Đức quốc xã mạo phạm, và bia mộ đã bị người Ba Lan đánh cắp sau cuộc tàn sát và trở thành vỉa hè bằng đá. Nghĩa trang hiện đang bị chiếm giữ bởi một cá nhân, và khi các kỹ thuật viên điện thoại đào ở đó, xương và hộp sọ đã được phát hiện ở độ sâu chỉ 30 cm... Ngoài ra, không có dấu hiệu, tượng đài hoặc đài tưởng niệm nào khác cho cư dân cũ người Do Thái trong thị trấn. Dấu vết về sự tồn tại của họ mờ dần và biến mất.